# コクサッキーウイルス
コクサッキーウイルス（英: Coxsackievirus）は、ピコルナウイルス科エンテロウイルス属に属する、エンベロープを持たない直鎖の一本鎖プラス鎖RNAウイルスである。同じくエンテロウイルス属の仲間にはポリオウイルスやエコーウイルス・パレコウイルスがあり、コクサッキーウイルスは国際ウイルス分類委員会の分類では「エンテロウイルスA型」と「エンテロウイルスB型」に相当する。エンテロウイルス属は人間に対する病原体として最も一般的かつ重要なものであり、多くは糞口感染、また飛沫感染を来す。種の名前は、1948年にニューヨーク州コクサッキーのポリオ類似患者からこのウイルスが分離されたことに由来している。
コクサッキーウイルスはA群とB群の2群に分かれ、ヘルパンギーナや手足口病の原因病原体として有名だが、エコーウイルスやムンプスウイルス同様ウイルス性髄膜炎（無菌性髄膜炎）を起こすことでも知られている。不顕性感染も多いが、時に致死的な感染症を引き起こすこともある。
コクサッキーウイルスが細胞感染を起こす場合は、アデノウイルスと同じCoxsackievirus and adenovirus receptor (CAR) を介する。

## 群
コクサッキーウイルスはA群 (Group A) とB群 (Group B) のふたつに分けられるが、これは初期の研究で得られた新生児マウスに対する病原性に基づいている。マウスにおいて、A群は全身の筋炎による弛緩性麻痺、B群は痙性麻痺（筋の局所損傷と神経組織の変性が原因）を引き起こすと報告されている。少なくとも、A群では23の血清型（1-22、24）、B群では6の血清型が知られている（コクサッキーA23型は後にエコーウイルス9型と同一であることが判明したので欠番）。A群・B群に共通する感染時兆候として、非特異的発熱性疾患、発疹、上気道炎などがあげられ、夏風邪の起因ウイルスとして知られる。またA群・B群どちらもウイルス性髄膜炎（無菌性髄膜炎）の原因ウイルスとして代表的であり、脳炎を起こすこともある。

### A群
コクサッキーA群ウイルスは皮膚・粘膜感染を起こすことが多く、ヘルパンギーナ、手足口病、急性出血性結膜炎の原因ウイルスとして知られている。ヘルパンギーナの原因は多くコクサッキーA群（2、3、4、5、6、10型など）だが、コクサッキーB群・エコーウイルスが分離されることもある。手足口病の病原としてはコクサッキーウイルスA16型・A6型とエンテロウイルス71型が多い。このうちA6型はヘルパンギーナの病原体として知られていたが、2008年以降手足口病の病原体としての分離例が報告されるようになった。手足口病では時に急性髄膜炎、稀に急性脳炎を合併するが、他のウイルスに比べエンテロウイルス71型感染例での合併率が高い。急性出血性結膜炎の原因として知られているのはA24型変異株である（他にエンテロウイルス70型が知られる）。
A16型の基本再生産数（R 0）は中央値2.50、四分位数範囲1.96から3.67と推測されている。

### B群
B群は心臓、胸膜、膵臓、肝臓に感染しやすく、胸膜痛、心筋炎※、心膜炎※、肝炎（肝炎ウイルスの関与しない肝炎）を起こす※。B群の心臓への感染（ウイルス性心筋炎）は心嚢液貯留を引き起こし得る。また、発熱と強い胸痛が特徴のボルンホルム病（流行性筋痛症）を引き起こすことでも知られ、1999年には愛知県で流行した。
またB6型は膵臓のランゲルハンス島に障害を与え、糖尿病（インスリン依存性糖尿病; IDDM）の原因となることが示唆されている。2004年には、シェーグレン症候群発症とコクサッキーウイルス感染との関係を示唆する論文が発表された。

## 歴史
コクサッキーウイルスは、1948年から1949年頃に、オールバニ (ニューヨーク州)のニューヨーク州保健局で働いていたギルバート・ダルドーフが発見した。コクサッキーの名前は、最初の検体を見つけたハドソン川沿いの町コクサッキーに由来している。ダルドーフは1949年のScienceで論文を発表し、1959年にはコクサッキーウイルスの発見が元でラスカー賞を受賞した。
ダルドーフは、元々グレイス・シックルズ (Grace Sickles) と協働し、急性灰白髄炎（ポリオ）の治療法を研究していた。ダルドーフはサルを用いた先行研究で、ある種のウイルスに既感染だとポリオによる障害が軽く済むことを示唆していた。ダルドーフはその後、新生児マウスを研究材料として、ポリオや類症の患者の便からウイルスを分離しようと試み、その中でポリオ類似ながら症状が軽度から無症状であるウイルスを発見した。1951年には、コクサッキーB群へ感染させたマウスが、ポリオウイルスへ抵抗性を獲得したという論文を発表した。ダルドーフはレベッカ・ギフォード (Rebecca Gifford) ともコクサッキーウイルスについていくつか論文を発表している。
その後の研究により、コクサッキーウイルスの感染ではボルンホルム病（流行性筋痛症）やヘルパンギーナなど様々な病気が起こることが明らかになり、新生児マウスに感染させた際の病態病理により、弛緩性麻痺を起こすA群・痙性麻痺を起こすB群に分けられることになった。新生児マウスを使うというアイデアは、1947年にデンマークの科学者オルスコフ (Ørskov) とアンデルセン (Andersen) が書いた論文にダルドーフが着目したことがきっかけだった（ふたりはこの方法でマウスのウイルスを研究していた）。コクサッキーウイルスの発見により多くのウイルス学者がこの方法を用いるようになり、ポリオウイルスと無関係のものも含め、ヒトの腸管に感染する多くのウイルスが発見されることになった。またダルドーフの研究は、あるウイルスへの感染が他のウイルスの複製を阻害することもあること、その一部はインターフェロンによることが分かるきっかけとなった。
2007年、中国東部でアウトブレイクが発生した。800人以上が感染し、子ども200人が入院したほか、26人の死者が出たと報告されている。
コクサッキーウイルスA21型の野生型であるCavatakは、腫瘍溶解性ウイルスとして治験に用いられている。